# 临汀郡
临汀郡，中国唐朝时设置的郡。
唐玄宗天宝元年（742年），改汀州置临汀郡。治所在新罗县（今地不详，大致在上杭县境内）。下辖新罗县、长汀县（今福建省长汀县大同镇师福田村）、宁化县（今福建省宁化县城郊乡）。辖境相当今辖境相当今福建省武夷山脉南段以东、三明市、永安市、漳平市、龙岩市新羅區、永定區以西、九龙溪流域及以南地区。唐肃宗乾元元年（758年）复改为汀州。但其后仍常用临汀之名称汀州之地。
唐朝临汀郡太守
- 樊晃（天宝年间）